# ثوم قصبي
الثوم القصبي أو السَّبول أو البصل الويلزي الذي يعرف باسم البصل العنقودي الياباني أو البصل الأخضر الطويل أو البصل الربيعي هو نوع من النباتات العشبية المعمرة التي تعيش طويلا وغالبًا ما يُصنف كنوع من البصل الأخضر.
يزرع الثوم القصبي لأوراقه العطرية حيث يمتلك طعما أكثر ليونة من البصل أو الكراث، ويستخدم في الطهي مع الخضروات أو كمنكه إذ يعد عنصرا مهما للعديد من مطابخ الشرق الأقصى. ولا يشير الاسم الشائع "البصل الويلزي" إلى ويلز ولكنه مشتق من استخدام شبه قديم للكلمة " الويلزية " بمعنى "أجنبي، غير أصلي"، حيث أن الأنواع موطنها الصين، رغم زراعتها في العديد من الأماكن وتجنسها في مواقع متفرقة في أوراسيا وأمريكا الشمالية.
على حسب التاريخ، عُرف النَّاسِرُ باسم cibol. في كورنوال، تُعرف باسم chibbles، وفي غرب اسكتلندا باسم sybies أو syboes. 
لا يعتبر النوع A. fistulosum موطنًا لويلز أو شائعًا بشكل خاص في المطبخ الويلزي (يعد الكراث الأخضر الشائع في منطقة ويلز هو الكراث A. ampeloprasum، من الخضروات الوطنية في منطقة ويلز  ). 
ومن الأسماء الأخرى التي يمكن تطبيقها على هذا النبات البصل الأخضر، وسلطة البصل، والبصل الأخضر. هذه الأسماء غير معروفة، بحيث يمكن استخدامها أيضًا للإشارة إلى أي ساق بصل أخضر صغير، سواء نمت من البصل الويلزي، أو البصل المشهور، أو أعضاء آخرين مشابهين من جنس Allium (انظر أيضًا البصل الأخضر ). 

## استخدام الطهي
النوسير هو كونات م المطبخ الآسيوي ، وخاصة في شرق وجنوب شرق آسيا . إنه مهم بشكل خاص في الصين واليابان وكوريا ، الأسماء الإنجليزية لهذا النبات، البصل الياباني. 
في الغرب ، يستخدم النوعA. fistulosum بشكل ابتدائي كبصل أخضر أو سلطة بصل ، لكنه يستخدم على نطاق واسع في مواهب أخرى من العالم ،خاصة شرق آسيا.

### جامايكا
المعروف باسم escallion ،  A. fistulosum هو أحد مكونات المطبخ الجامايكي، بالاشتراك مع الزعتر، والفلفل الاسكتلندي بونيه، والثوم، والتوابل (تسمى الفلفل الحلو). توحي الوصفات التي تحتوي على نبات الكراث غالبا باستخدام الكراث بديلا في السلطات. تكثر خلائط التوابل المجففة الجامايكية باستخدام escallion تجاريًا. 
يحتمل أن يكون الاسم الجامايكي نوعًا مختلفا من البصل الأخضر، وهو المصطلح الشائع للبصل الأخضر ونباتات أخرى تختلف في جنس الثوم. 

### اليابان
الاسم الياباني هو نيجي (葱)، ويمكن أن يشير أيضًا إلى نباتات أخرى من جنس الثوم، أو بشكل أكثر تحديدًا naganegi (長 葱)، وتعني "البصل الطويل". تم إدخال البصل الشائع إلى شرق آسيا في القرن التاسع عشر، لكن النواسير ظلت أكثر شيوعًا وانتشارًا. يتم استخدامه في حساء ميسو ، نيجيماكي (لفائف اللحم البقري والبصل الأخضر)،  من بين الأطباق الأخرى، ويتم تقطيعه على نطاق واسع واستخدامه كزينة، مثل الترياكي أو تاكوياكي. 

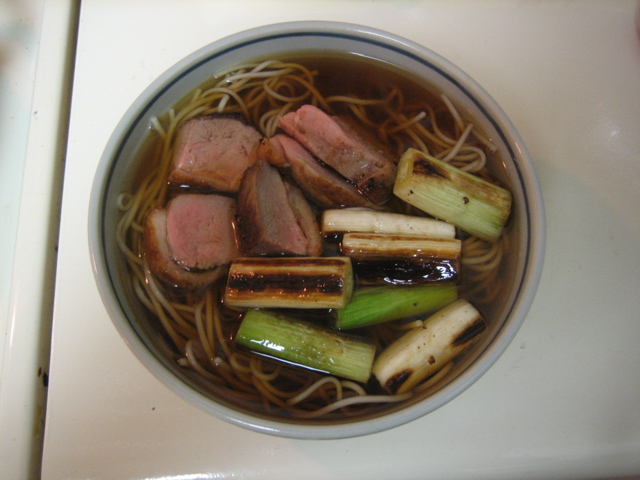
سوبا البط مع نيجي

### كوريا
في كوريا، بؤ يسمى A. fistulosum جنبًا إلى جنب مع <i id="mwhw">A.</i> × <i id="mwiA">proliferum</i> اسم pa ( 파 ، "البصل الأخضر" ، بينما يُطلق على البصل الشائع yangpa ( 양파 ، "البصل الغربي"). تسمى الأصناف الأكبر حجمًا ، التي تشبه الكراث ويشار إليها باسم "الكراث الآسيوي"، ديبا ( 대파 ، "البصل الأخضر الكبير" ، بينما يسمى الصنف المبكر الأقل سمكًا سيلبا ( 실파 ، "البصل الاخضر الخيط"). يُطلق على نبات البصل الأخضر المماثل ، <i id="mwmw">A.</i> × <i id="mwnA">proliferum</i> ، يسم jjokpa ( 쪽파 ). عادة ما يتم استخدام كل من الديبا والسيلبا كتوابل أعشب أو مقبلات في المطبخ الكوري . يستخدم الجزء الأبيض غالبا في daepa كقاعدة نكهة لمختلف أنواع المرق والزيت المنقوع بينما يُفضل الجزء الأخضر من السيلبا للتزيين. تشمل الأطباق التي تستخدم daepa pa- jangajji (مخلل البصل الأخضر) ،pa- ماندو (زلابية البصل الأخضر) ، pa- sanjeok (لحم البقر والبصل الأخضر المشوي) Padak (البصل الأخضر الدجاج) ، وهي مجموعة متنوعة من الدجاج المقلي الكوري يعلوه دايبا الخام المبشور . تشمل الأطباق التي تستخدم السيلبا -panamul (البصل الأخضر المحنك) ، pa- janggu (حساء البصل الأخضر المرق) ، و pa- ganghoe (لفائف البصل الأخضر المسلوق) ويتم استخدام السيلبا كشريط يجمع المكونات الأخرى. 

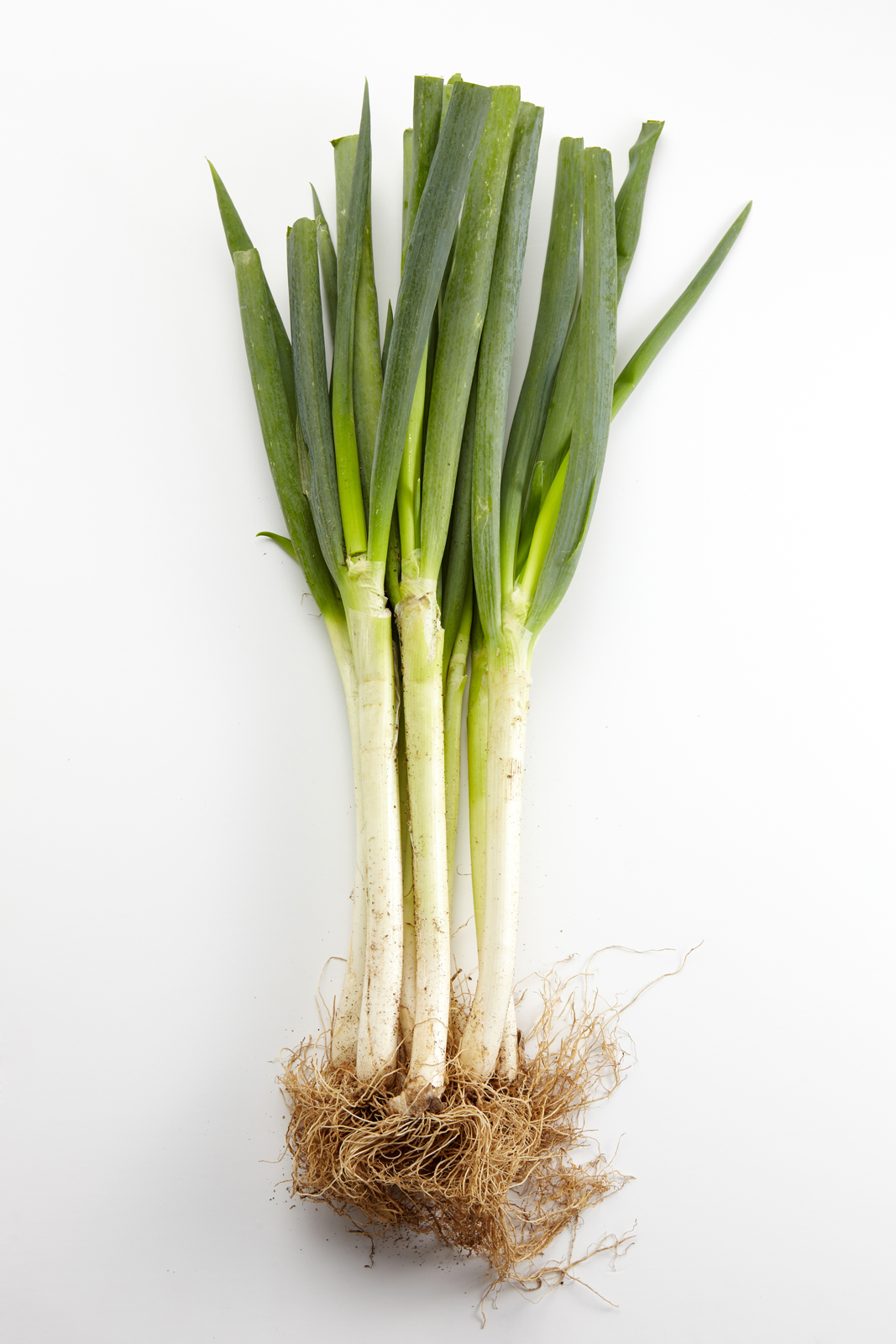
نوع دايبا سميك
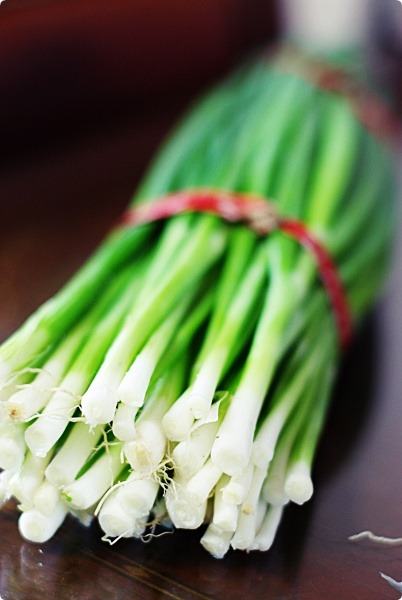
نوع سيلبا رقيق
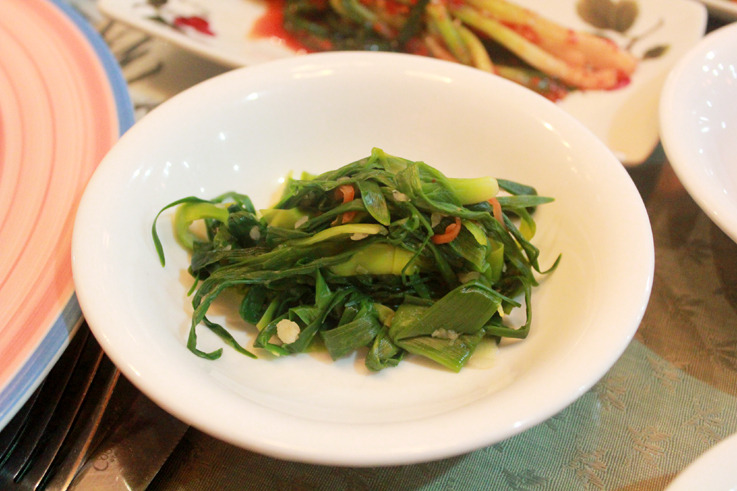
Pa- namul (بصل أخضر محنك)
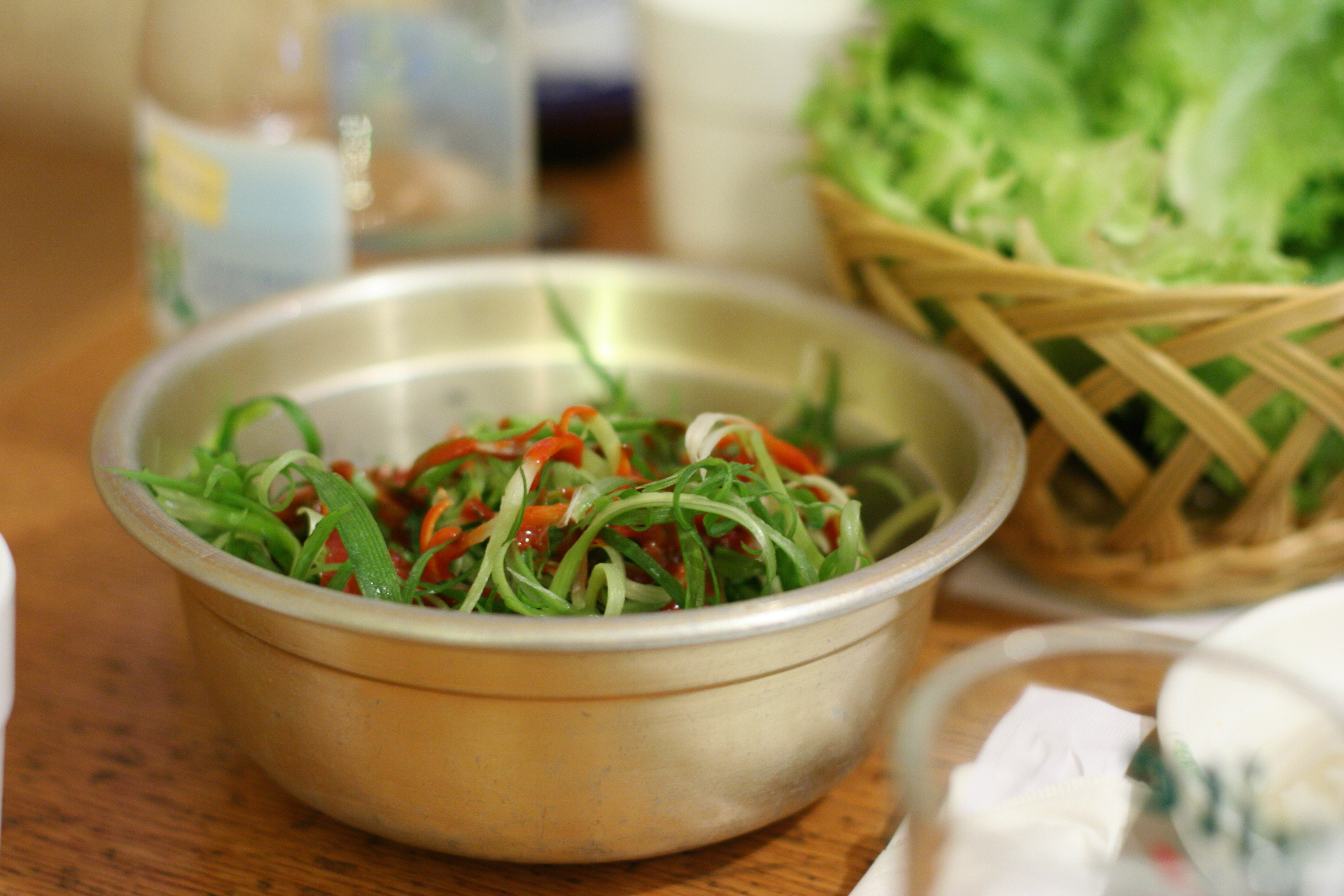
Pa- muchim (بصل أخضر محنك) يؤكل مع Samgyeopsal (بطن لحم الخنزير المشوي)
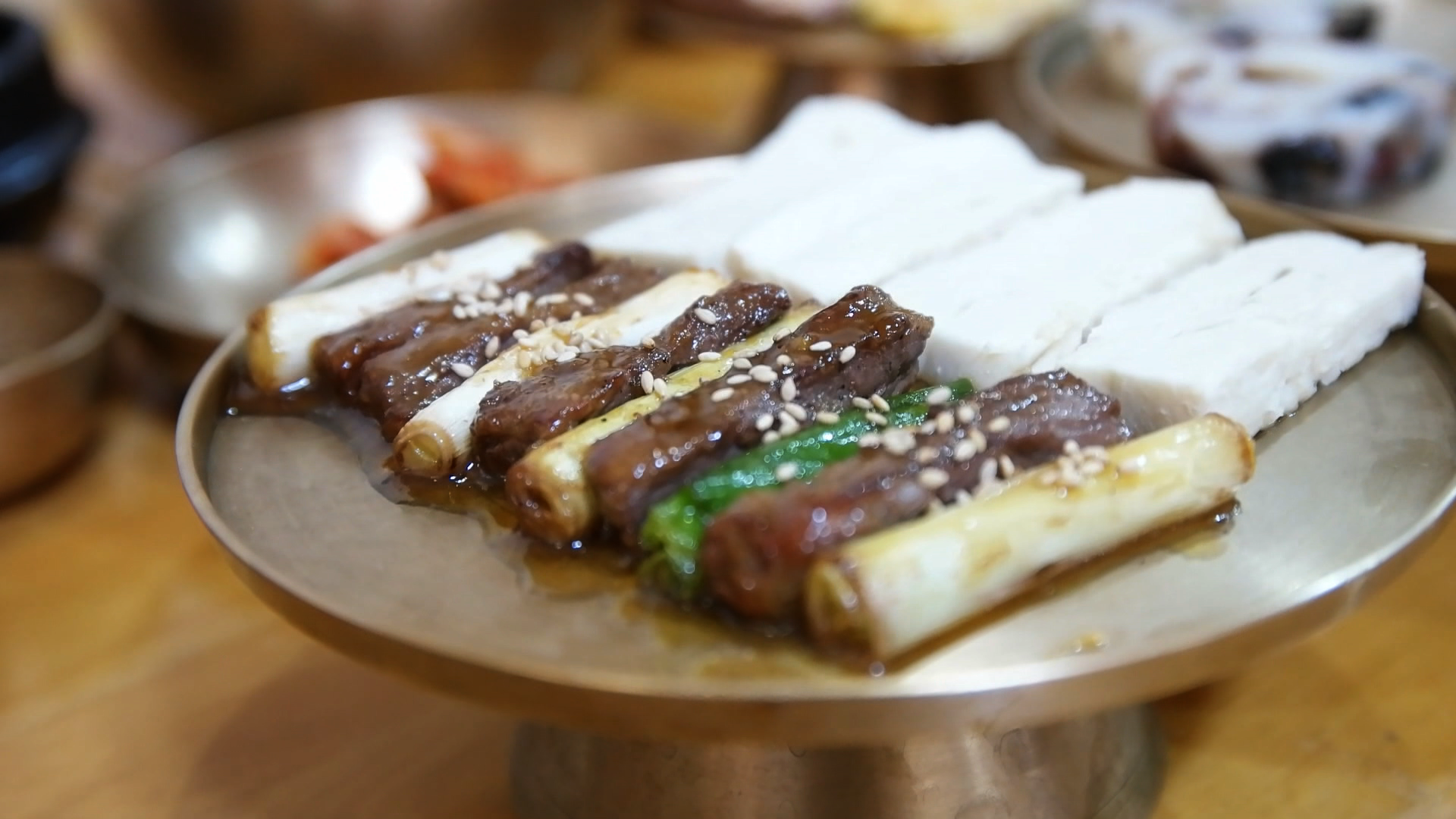
Pa- sanjeok (لحم بقري مشوي وبصل أخضر)
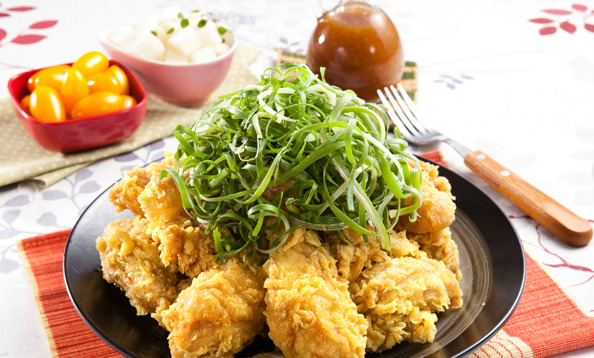
باداك ( بصل دجاج)

### روسيا
يستخدم . افي روسيا في فصل الربيع لإضافة الأوراق الخضراء للسلطات. 

## معرض الصور

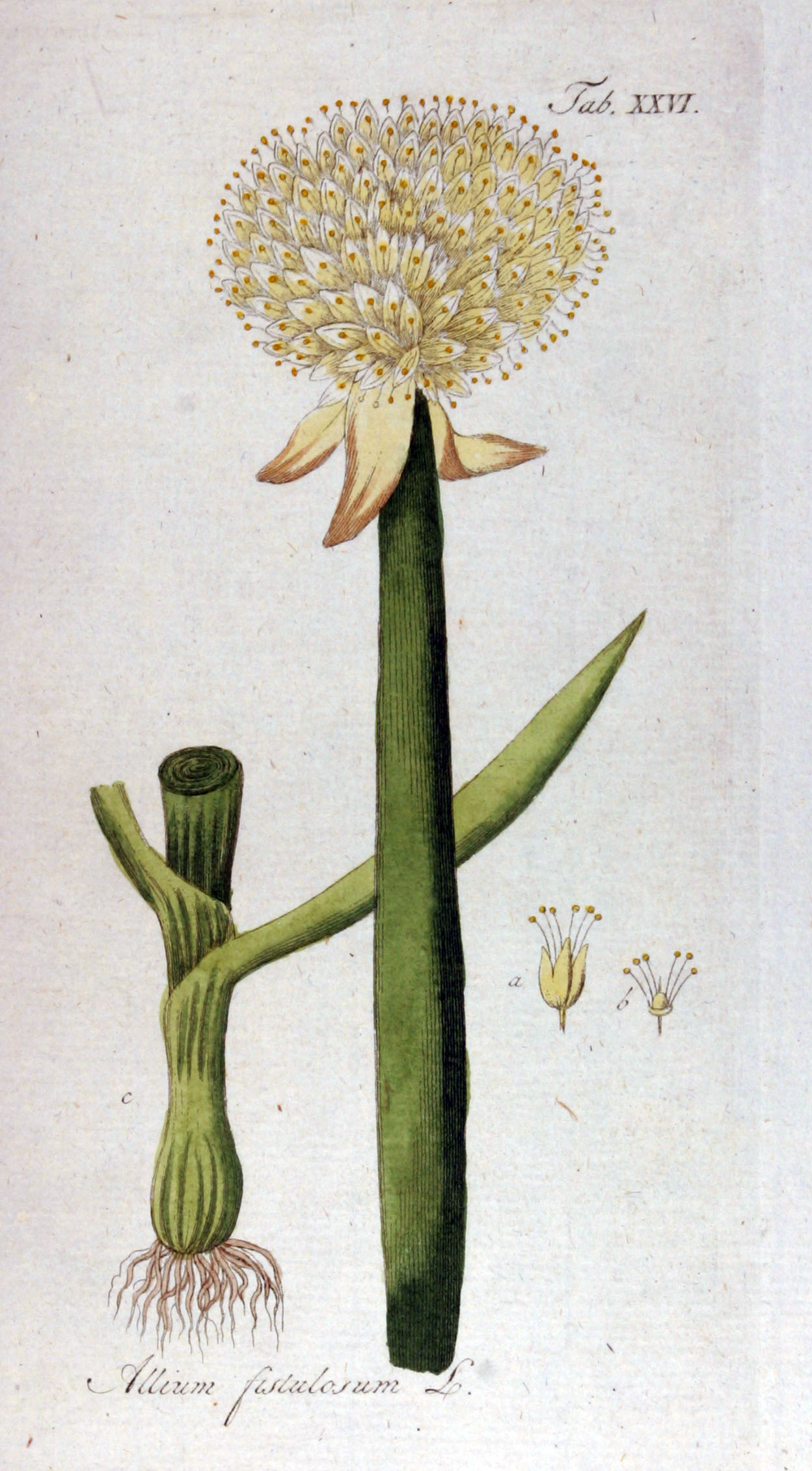
النواسير
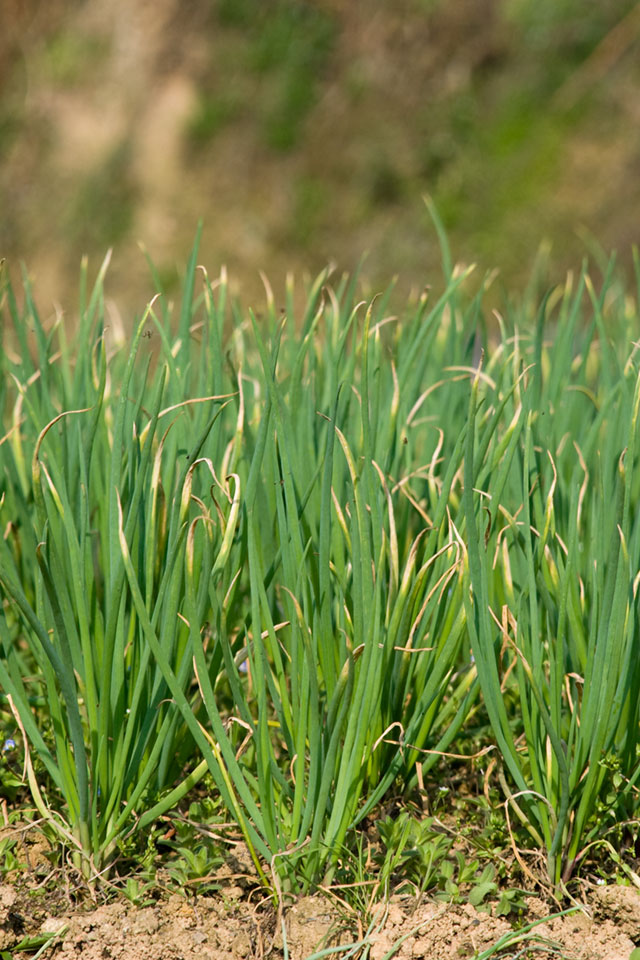
نمت في قويتشو ، الصين
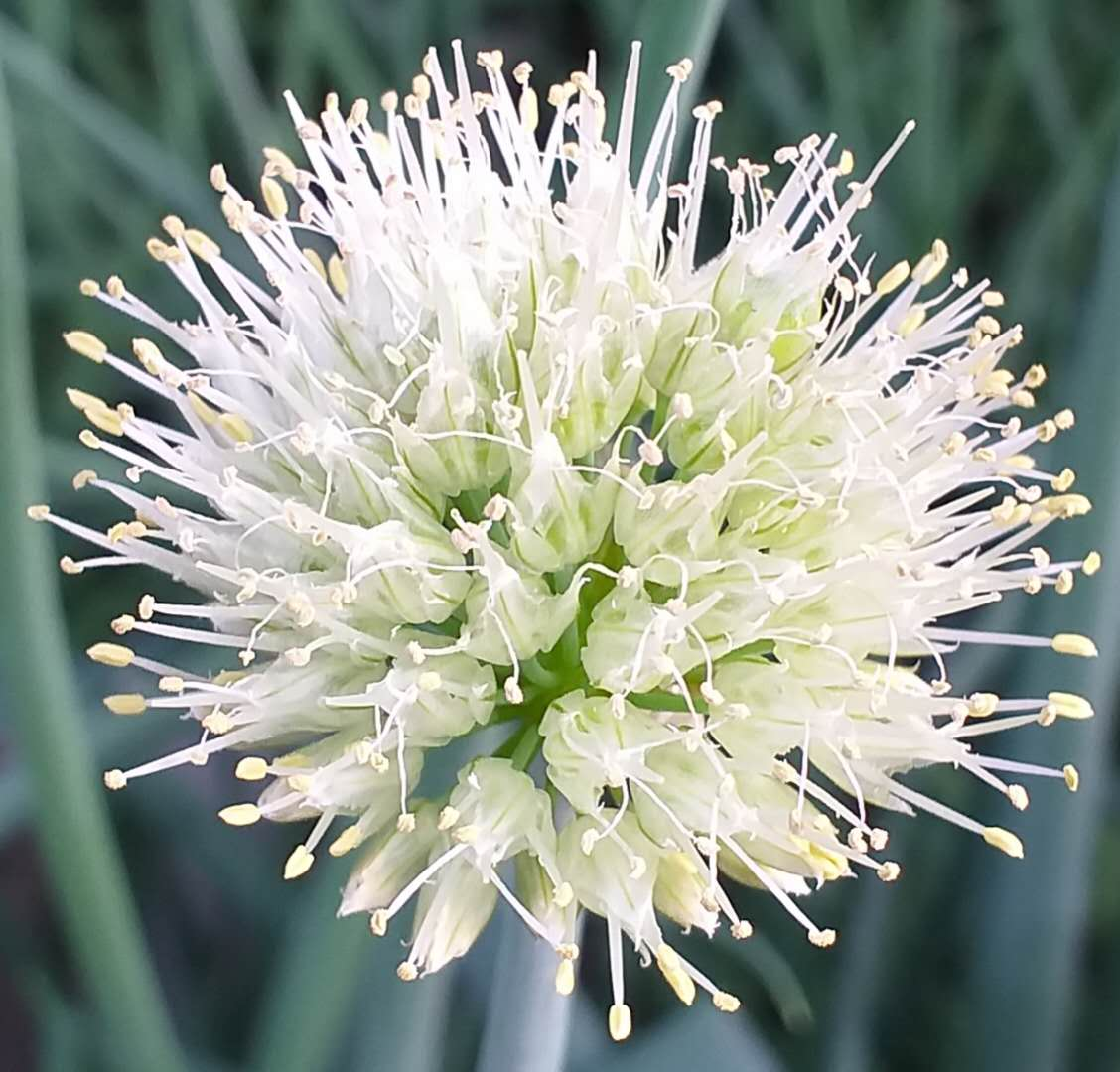
ورد
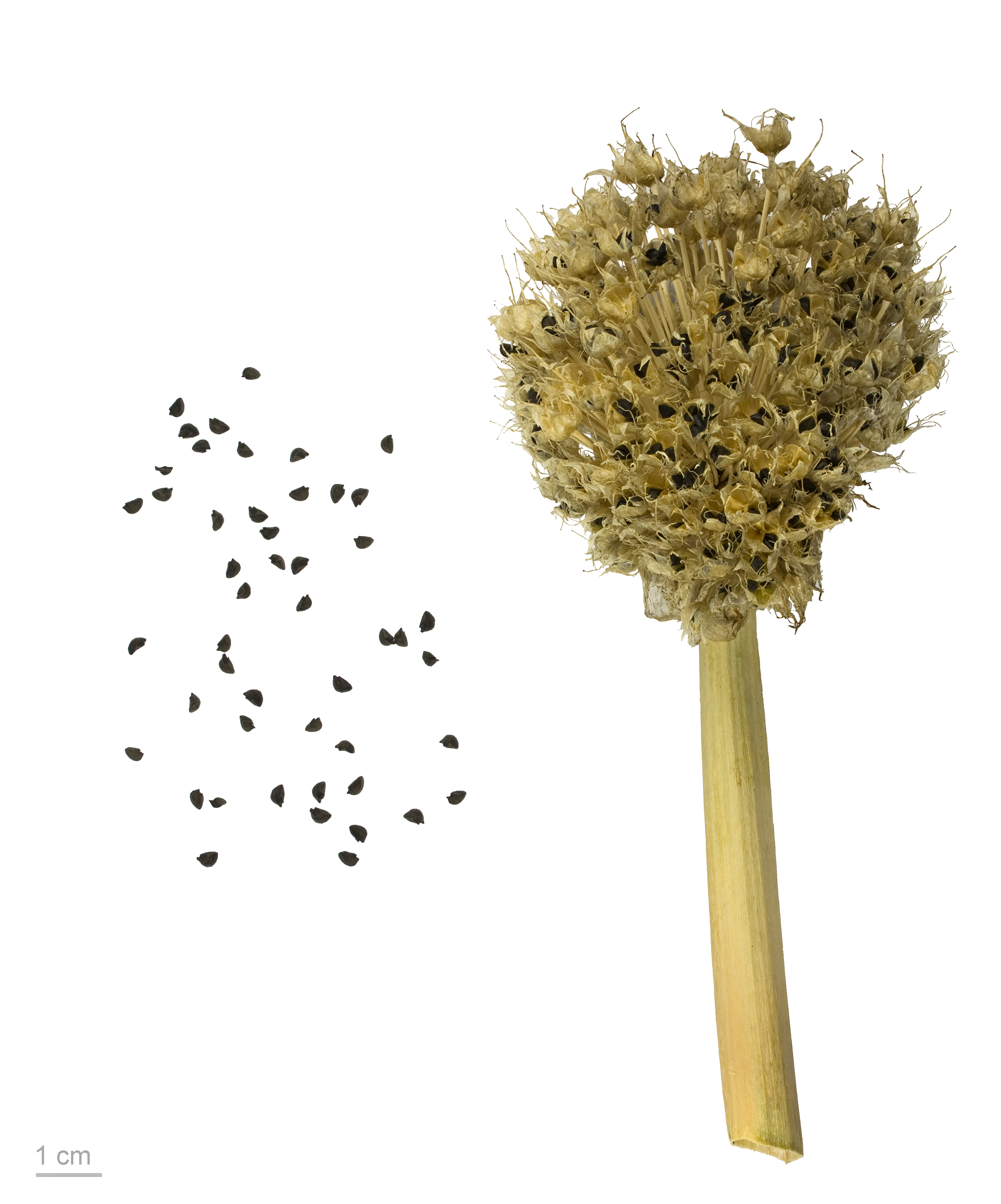
النواسير - MHNT

## أنظر أيضا
- قائمة أنواع <i id="mwARM">Allium</i>